# Roman Weltzien
Roman Weltzien (* 12. April 1978 in Karl-Marx-Stadt) ist ein deutscher Schauspieler.

## Leben
Roman Weltzien absolvierte eine Ausbildung zum Schauspieler an der Hochschule für Musik und Theater „Felix Mendelssohn Bartholdy“ Leipzig. Während der Studienzeit konnte er praktische Erfahrungen sammeln. Er war unter anderem am Carrousel-Theater Berlin, Ulmer Theater und der Neuen Bühne Senftenberg engagiert. Zudem war er an mehreren Sommertheaterproduktionen in Wunsiedel und Mayen beteiligt. Neben einigen Rollen für Film und Fernsehen ist Roman Weltzien als Sprecher für Hörspielproduktionen tätig.
Von 2006 bis 2010 war Roman Weltzien am Südthüringischen Staatstheater Meiningen engagiert. Dort spielte er die Rolle des Mephistopheles in der Inszenierung des Faust von Johann Wolfgang von Goethe unter der Regie von Ansgar Haag. 2014 bis 2016 war er Ensemblemitglied am Landestheater Detmold. Anschließend spielte er mehrere Rollen am Anhaltischen Theater Dessau.
Er war in Fernsehproduktionen des Tatort tätig.

## Auszeichnungen
- 2017: Krefelder Krähe (2. Platz)